# Liga Celta 2005-06
La Temporada 2005-06 de la Liga Celta de rugby fue la quinta edición de la liga profesional de rugby union.
De entre los 11 equipos que participaron esta temporada, 4 de ellos son irlandeses: Connacht, Leinster, Munster y Ulster; cuatro galeses: Cardiff Blues, Newport Gwent Dragons, Ospreys y el Scarlets y  tres escoceses: Edinburgh, Border Reivers y el Glasgow Warriors.

## Clasificación
- 4 puntos por ganar.
- 2 puntos por empatar.
- 1 punto bonus por perder por siete puntos o menos.
- 1 punto bonus por anotar cuatro o más tries en un partido.

| Pos. | Equipo            | PJ | Gan | Emp | Per | PaF | PeC | Dif  | BP | Pts |
| ---- | ----------------- | -- | --- | --- | --- | --- | --- | ---- | -- | --- |
| 1    | Ulster Rugby      | 20 | 15  | 1   | 4   | 510 | 347 | 163  | 5  | 75  |
| 2    | Leinster Rugby    | 20 | 14  | 0   | 6   | 454 | 427 | 118  | 10 | 74  |
| 3    | Munster Rugby     | 20 | 12  | 0   | 8   | 439 | 372 | 67   | 10 | 66  |
| 4    | Cardiff Blues     | 20 | 11  | 0   | 9   | 475 | 389 | 86   | 11 | 63  |
| 5    | Edinburgh Rugby   | 20 | 11  | 0   | 9   | 418 | 415 | 3    | 8  | 60  |
| 6    | Llanelli Scarlets | 20 | 10  | 1   | 9   | 418 | 402 | 16   | 7  | 57  |
| 7    | Ospreys Rugby     | 20 | 11  | 0   | 9   | 381 | 409 | -28  | 3  | 55  |
| 8    | Newport Dragons   | 20 | 7   | 0   | 13  | 355 | 456 | -101 | 9  | 45  |
| 9    | Border Reivers    | 20 | 7   | 0   | 13  | 386 | 501 | -115 | 8  | 44  |
| 10   | Connacht Rugby    | 20 | 6   | 0   | 14  | 325 | 466 | -141 | 5  | 37  |
| 11   | Glasgow Warriors  | 20 | 5   | 0   | 15  | 371 | 439 | -68  | 9  | 37  |

|  | Campeón. |

| Bandera de Irlanda |
| Campeón Ulster     |
| Primer título      |